# Bad Lieutenant (banda)
Bad Lieutenant es una banda de rock alternativo inglesa formada el 2007. La banda está integrada por los miembros de New Order, Bernard Sumner y Phil Cunningham y Jake Evans, de Rambo and Leroy y Stephen Morris y Alex James de Blur que intervienen en algunos temas.
El nombre de la banda proviene del film de 1992 Bad Lieutenant dirigido por Abel Ferrara.

## Biografía
Después de la salida de Peter Hook de New Order a principios de 2007, los restantes miembros de la banda siguieron llamándose así en sentido figurado hasta principios de 2009, cuando "Bad Lieutenant" fue anunciada oficialmente, junto con los detalles del álbum debut de "Never Cry Another Tear", mientras Hook pasó a formar un nuevo grupo: Freebass.
El sencillo debut de la banda "Sink or Swim" (Húndete o Nada), fue lanzado el 28 de septiembre de 2009, seguido por el álbum "Never Cry Another Tear" (Nunca llores otra lágrima), el 5 de octubre de 2009. El disco cuenta con colaboraciones de Alex James, bajista de Blur.
Bad Lieutenant comenzó una gira por el Reino Unido en octubre y noviembre. La banda tocó dos fechas en los EE.UU.: 18 de noviembre en Chicago y 21 de noviembre en Nueva York.

## Discografía

### Álbumes de estudio
- Never Cry Another Tear - "Nunca llores otra lágrima" (2009)

### Sencillos
- "Sink or Swim" - "Húndete o Nada" (2009)
- "Sink or Swim Remixes" - "Húndete o Nada Remezclado"(2010)
- "Twist of Fate" - "Giro del destino" (2010)